# Roger Milla
Albert Roger Miller (Yaoundé, 20 mei 1952) is een Kameroens voormalig profvoetballer en voetbaltrainer, bekend om zijn dansjes wanneer hij had gescoord. Dankzij zijn dansjes werden doelpunten alsmaar meer en gekker gevierd, bijvoorbeeld met salto's. Roger Milla was een van de eerste Afrikanen die een grote ster werd op een internationaal podium. Bijzonder was dat dit pas gebeurde toen hij al achtendertig jaar oud was.

## Jeugd en Kameroen
In zijn kinderjaren verhuisde hij voortdurend vanwege zijn vaders werk. Hij tekende bij zijn eerste voetbalclub Eclair Douala toen hij dertien jaar oud was. Op zijn achttiende won hij met Leopards of Douala de Première Division. In het jaar 1976 speelde hij bij Tonnerre Yaoundé en won hij op vierentwintigjarige leeftijd de Afrikaanse Gouden Bal.

## Verdere clubcarrière
In 1977 vertrok Milla naar Frankrijk en speelde twee seizoenen voor Valenciennes FC, waar hij vaak op de bank zat. Daarna ging hij naar AS Monaco en ook daar werd hij niet vaak opgesteld. In 1980 vertrok Milla naar SC Bastia, waar hij uiteindelijk vier seizoenen zou spelen. Hij vertrok vervolgens naar AS Saint-Étienne, waar hij drie seizoenen verbleef. Na zijn periode bij AS Saint-Étienne vertrok hij naar Montpellier HSC. Na zijn periode in Montpellier speelde Milla nog voor JS Saint-Pierroise uit Réunion, opnieuw Tonnerre Yaoundé uit zijn geboorteland en twee  Indonesische clubs, Pelita Jaya FC en Putra Samarinda FC.

## Interlands
Terwijl hij in Frankrijk speelde, maakte hij in 1973 zijn debuut in het Kameroens voetbalelftal. Hij speelde voor Kameroen op het WK 1982 en op de Olympische Zomerspelen van 1984. Hij bedankte voor de nationale ploeg in 1987. In 1984 en 1988 won Milla met Kameroen het Afrikaans kampioenschap voetbal.
In 1990 ontving hij een telefoontje van de Kameroense president, die hem vroeg of hij weer wilde uitkomen voor het nationale team op het WK 1990. Hij stemde hiermee in en vertrok samen met de rest van "De Ontembare Leeuwen" naar Italië.
Milla werd een van de sterren van het toernooi, waarin hij vier keer scoorde: twee doelpunten tegen Colombia en twee tegen Roemenië. Mede dankzij Milla drong Kameroen door tot de kwartfinales. Nog nooit was een Afrikaans land zover gekomen op een WK-eindronde. Senegal en Ghana evenaarden dit succes op respectievelijk het WK 2002 in Japan en Zuid-Korea en het WK 2010 in Zuid-Afrika.
Milla kwam nog een keer uit op het WK van 1994. Inmiddels was hij tweeënveertig jaar oud. Toen hij ook op dit WK zijn doelpunt maakte werd hij de oudste doelpuntenmaker op een WK ooit.
Als eerbetoon voor zijn hele voetbalcarrière werd Milla door Pelé gekozen tot een van de 125 voetballers op de lijst FIFA 100.

## Erelijst
Léopard Douala
- Première Division: 1971/72, 1972/73, 1973/74

 Tonnerre Yaoundé
- African Cup Winners' Cup: 1975
- Coupe du Cameroun: 1991

 AS Monaco
- Coupe de France: 1979/80

 SC Bastia
- Coupe de France: 1980/81

 Montpellier
- Division 2: 1986/87

 Kameroen
- CAF Africa Cup of Nations: 1984, 1988

Individueel
- Afrikaans voetballer van het jaar: 1976, 1990
- Afrikaans kampioenschap voetbal Beste speler: 1986
- Afrikaans kampioenschap voetbal Topscorer: 1986, 1988
- WK voetbal Bronzen Schoen: 1990
- WK voetbal All-Star Team: 1990
- FIFA 100
- CAF Beste Afrikaanse speler van de afgelopen vijftig jaar: 2007
- Golden Foot Legends Award: 2014
- IFFHS Legends
- World Soccer Honderd grootste spelers aller tijden

Onderscheiding
- Chevalier of the Légion d'honneur: 2006